# Rodomonte
Rodomonte (o Rodamonte) è un personaggio dell'Orlando innamorato di Matteo Maria Boiardo e successivamente dell'Orlando furioso di Ludovico Ariosto, nonché di altri poemi cavallereschi.
Rodomonte è il re di Sarza, figlio di Ulieno re d'Algeri, di cui ha preso il posto.

## Il personaggio
Rodomonte viene introdotto, insieme alla corte d'Africa, nel secondo libro dell'Orlando innamorato. Guerriero di statura imponente e dalla forza impareggiabile, è orgoglioso, arrogante e iracondo. Essendo saraceno è alleato del re di Biserta Agramante e con lui invade la Francia di Carlo Magno. 

Nell'Orlando furioso, durante l'assedio di Parigi, Rodomonte è l'unico dell'esercito pagano a riuscire ad oltrepassare le mura; affronta da solo l'intera guarnigione cristiana seminando il panico fra la popolazione della città, di cui fa strage in preda a un cieco furore che non gli fa distinguere le donne dagli uomini; finché, vedendosi in svantaggio dal sopraggiungere di altri difensori cristiani, si toglie d'impaccio gettandosi nella Senna.
Perdutamente innamorato della bella Doralice, figlia del re moro di Granada Stordilano, combatte per lei in giostre, in tornei e in guerra, dove dimostra la sua bravura. Tuttavia, mentre si sta recando presso di lui per divenire sua sposa, Doralice viene rapita da un altro re, Mandricardo figlio di Agricane, imbattutosi in lei mentre era alla ricerca di Orlando: non troppo dispiaciuta, sebbene inizialmente spaventata, la vergine Doralice si lascia sedurre dalla loquela di Mandricardo, e i due consumano quella notte stessa la loro unione.
Rodomonte, che è all'oscuro di tutto, quando scopre che Doralice è in compagnia di Mandricardo, pazzo di gelosia lo sfida a duello. Mandricardo tenta, inizialmente, di risarcire Rodomonte della perdita di Doralice guadagnandogli una nuova compagna: la guerriera Marfisa, la quale non riesce tuttavia a sconfiggere in duello. Richiamati da re Agramante perché riprendano la guerra, i tre si recano tutti insieme al campo pagano. Qui (canto XXVII) Rodomonte ottiene finalmente il diritto di riprendere il suo duello con Mandricardo per il possesso di Doralice: Agramante, dispiaciuto di perdere uno dei propri valorosi guerrieri, si interpone come giudice fra i due e li persuade a convertire il duello all'ultimo sangue in un incruento giudizio, ovvero che sia Doralice stessa a scegliere il proprio uomo. 
Rodomonte, ignaro del fatto che Doralice si sia già concessa sessualmente a Mandricardo, e convinto che la donna lo ami ancora come gli aveva dichiarato un tempo, accetta il giudizio. Con grande sorpresa di ognuno, Doralice sceglie invece Mandricardo. Rodomonte resta inizialmente attonito e stordito, al punto da non riuscire neppure ad alzare il capo, subito dopo è colto da uno dei suoi violenti accessi dira, durante il quale dichiara invalido e ingiusto "l'arbitrio di femina lieve / che sempre inchina a quel che men far deve", e pretende di riprendere il duello con Mandricardo. Quest'ultimo si mostra disponibile, ma Agramante si oppone ricordando a Rodomonte che egli ha accettato di sottoporsi a giudizio e che dunque il suo rivale ha legittimamente guadagnato la donna. Rodomonte, doppiamente umiliato, abbandona il campo in preda allo sdegno e ad una rabbia furibonda ("di gran dolor confuso"). 
Egli inizia così a maledire le donne, che accomuna tutte alla medesima stirpe volubile e ingrata. Capitato in una osteria (canto XXVIII), viene consolato dall'oste che gli racconta una novella misogina, circa il fatto che l'infedeltà è un carattere intrinseco femminile (il poeta si scusa scherzosamente più volte di questo con le donne, anche nei Cinque Canti, giustificandosi dicendo che sono parole dell'oste e lui la pensa in modo diverso).
Imbattutosi subito dopo nella castissima Isabella, la quale aveva appena perduto il suo amato Zerbino (ucciso proprio da Mandricardo), se ne innamora immediatamente e, dimenticato ogni sdegno verso le donne, con ogni mezzo tenta di convincerla a concedersi a lui. Isabella, temendo che l'uomo non finisca per usarle violenza, gli promette una pozione che lo renderà invincibile, a patto che egli rispetti il suo onore e rinunci a possederla. Rodomonte accetta (con l'intenzione, tuttavia, di farle cambiare idea in futuro): Isabella prepara una finta pozione e se la spalma sul petto e sul collo, invitando l'uomo a sperimentarla direttamente su di lei con la spada. Rodomonte, ingenuamente, accetta e, convinto che la donna sia ormai invulnerabile, la decapita, pur senza averne intenzione. Sconvolto dall'accaduto, costruisce un sepolcro per lei e si pone a guardia di esso, sfidando a duello qualunque cavaliere capiti di lì per necessità di attraversare il ponte che vi sta di fronte: con le armi dei guerrieri sconfitti (che egli invia prigionieri a Sarza), arreda il sepolcro della sua amata per renderle onore come la più casta delle donne. 
Si imbatte in lui anche Brandimarte, fedele compagno di Orlando, che non ne viene ucciso solo perché, commosso dalle preghiere della moglie Fiordespina, Rodomonte accetta di prenderlo prigioniero senza ucciderlo. Pregata a sua volta da Fiordespina per la liberazione del marito, Bradamante (sorella di Rinaldo) affronta Rodomonte e con la lancia magica di Argalia (che non può fallire un colpo) lo disarciona. Sconfitto, Rodomonte è costretto ad allontanarsi per un anno, un mese e un giorno e a liberare i suoi prigionieri avuti in queste giostre (tra cui Brandimarte e Oliviero).
Dopo lo scadere tempo prescritto, Rodomonte fa irruzione al matrimonio di Bradamante e Ruggiero per sfidare quest'ultimo a duello, accusandolo di aver tradito la causa pagana e di essersi convertito al cristianesimo. Ruggiero, reso invulnerabile dalle armi fatate di Ettore, ha la meglio su Rodomonte che, privo di mezzi magici, può contare solo sulle proprie forze. Quando, ormai atterrato, il guerriero sta per reagire, Ruggiero lo pugnala alla tempia e il poema si chiude con l'anima di Rodomonte che bestemmiando (proprio com'era solito in vita) fugge "alle squalide ripe d'Acheronte" dell'Inferno.

## Differenze tra Rodomonte boiardesco e Rodomonte ariostesco[8]
Il personaggio descritto da Boiardo incarna il valore, la superbia e il coraggio, tant'è che anche tra i mori, ci dice il poeta, "ognuno n'ha paura". Ariosto lo connota invece più negativamente, facendogli conservare le sopraccitate qualità, ma portando il pagano ad essere un attaccabrighe e un violento, che non rifiuta mai una battaglia, per il solo gusto di combattere. Per questo basta leggere la parte dell'assalto moro alle porte di Parigi, dove il pagano si avventa anche su gente civile e inerme, senza distinzione di età o sesso, arrivando a non curarsi degli stessi mori in difficoltà.
Non avendo rispetto per nessuno, anche fuggendo all'inferno bestemmia. Forse nessun altro verso mai ha potuto connaturarlo meglio che gli ultimi due versi del Furioso
(Ludovico Ariosto, Orlando furioso)
che quasi ricalcano la fine dell'Eneide virgiliana descriventi la morte di Turno nel duello con Enea (con la differenza che nell'esalare l'anima Turno non bestemmia ma emette un gemito atroce).

## Influenza sulla lingua italiana
Dal carattere del personaggio di Rodomonte derivano i termini italiani rodomontata e rodomonteria, che stanno a significare "millanteria, fanfaronata".

## Nella cultura di massa
- Nello sceneggiato televisivo del 1975 diretto da Luca Ronconi, Rodomonte è interpretato da Carlo Montagna.